# Zinho Gano
Zinho Gano (Mechelen, 13 oktober 1993) is een Guinee-Bissaus-Belgisch voetballer die als aanvaller uitkomt voor de Belgische tweedeklasser SV Zulte Waregem.

## Clubcarrière

### Jeugd en Club Brugge
Hij begon op de leeftijd van vijf jaar met voetballen bij het plaatselijke Sporting Kampenhout, hier zou hij vijf jaar lang in de jeugdreeksen voetballen waarna hij ontdekt werd door profclub Lierse SK en de overstap zou maken naar de club uit Lier. Bij Lierse speelde Gano drie jaar lang in de jeugdreeksen, hij vormde hier een spitsenduo met Romelu Lukaku. De twee waren buiten het voetbal ook goede vrienden. Na deze drie jaar stapte hij over naar KVC Westerlo. Bij Westerlo maakte hij indruk en in het jaar 2009 mocht hij de overstap maken naar de jeugd van het grote Club Brugge. In het seizoen 2011/2012 kwam hij voor het eerst piepen bij de eerste ploeg, Gano mocht in 4 competitiewedstrijden op de bank plaatsnemen, maar tot een officieel debuut kwam het niet. In het seizoen 2012/2013 maakte hij indruk bij de beloften van Club door topschutter te worden.
Dit bezorgde hem geen speelminuten in het eerste elftal, waardoor Club besloot om hem in het seizoen 2013/2014 uit te lenen aan tweedeklasser Lommel SK. Bij zijn debuut op 24 augustus in de bekerwedstrijd tegen Royal Mouscron-Péruwelz kwam hij meteen tot scoren, de wedstrijd eindingde op een 2-2 gelijkspel, maar Lommel plaatste zich toch voor de volgende ronde door de penalty's te winnen. Ook in zijn competitiedebuut op 31 augustus 2013 in de uitwedstrijd tegen Boussu Dour Borinage kwam hij meteen tot scoren in de 2-2 eindstand, Gano speelde hier de volle 90 minuten.
Begin juli 2014 werd bekend dat Gano opnieuw werd uitgeleend door Brugge, maar dit keer aan neo-eersteklasser Royal Mouscron-Péruwelz, hij debuteerde meteen op de eerste speeldag met een invalbeurt in de uitwedstrijd tegen RSC Anderlecht. Gano kreeg aanvankelijk weinig speelgelegenheid op korte invalbeurten na, maar vanaf play-off 2 op het einde van het seizoen kreeg hij toch nog zijn kans en die benutte hij ook, in de laatste 6 wedstrijden van het seizoen kwam hij toch nog aan 5 doelpunten, waaronder een hattrick in de wedstrijd tegen KVC Westerlo.

### Waasland-Beveren
In juni 2015 trok Gano de deur van Club Brugge definitief achter zich dicht en tekende een driejarig contract bij eersteklasser Waasland-Beveren, bij deze club vond hij zijn ex-trainer van bij Lommel Stijn Vreven terug, die ondertussen trainer van Waasland-Beveren was geworden. Gano presteerde goed bij de club en werd dan ook eerste spits, zijn eerste seizoen sloot hij af met 10 competitiedoelpunten in 34 wedstrijden. In april 2016 kreeg hij dan ook een contractverlenging tot de zomer van 2019. Na twee seizoenen bij Waasland-Beveren begon hij uitstekend aan het seizoen 2017/2018 met 4 doelpunten in 3 wedstrijden, dit zorgde voor heel wat interesse voor de spits uit binnen- en buitenland.

### KV Oostende
In 2017 maakte Gano de overstap naar eersteklasser KV Oostende. Hij tekende een contract voor vier seizoenen bij de kustploeg. Zijn debuut maakte hij op 19 augustus 2017 in de wedstrijd tegen KAS Eupen, zijn eerste doelpunt volgde een week later in de wedstrijd tegen Royal Antwerp FC. Gano deed het aanvankelijk goed bij Oostende, maar na het vertrek van trainer Yves Vanderhaeghe en de promotie van assistent naar hoofdcoach voor Adnan Čustović liep het minder, Gano en Čustović hadden meer dan eens discussies. Na afloop van het seizoen maakte Oostende bekend dat grootverdieners als Gano, Franck Berrier en Nicolas Lombaerts de club mochten verlaten na het vertrek van voorzitter en geldschieter Marc Coucke naar RSC Anderlecht.

### KRC Genk
Gano stond eerst heel dicht bij een transfer naar Standard Luik, maar uiteindelijk tekende hij op 2 juli 2018 een vierjarig contract bij KRC Genk. Bij Genk komt hij trainer Philippe Clement opnieuw tegen met wie hij al samenwerkte bij Waasland-Beveren en de beloften van Club Brugge. Op 26 juli 2018 maakte hij zijn officieel debuut voor de club in de Europa League voorronde wedstrijd tegen Fola Esch, Gano viel na 63 minuten in voor Alejandro Pozuelo. Een week later maakte hij in de terugwedstrijd tegen datzelfde Fola Esch zijn eerste doelpunt voor Genk.
De passage van Gano bij Genk draaide echter uit op een mislukking: de spits kon zich nooit uit de schaduw van Mbwana Samatta spelen en moest zich in het kampioenenseizoen van Genk voornamelijk met invalbeurten tevredenstellen. Door het drukke seizoen van Genk (met ook nog een drukke Europese campagne en de Beker van België) raakte hij weliswaar aan 30 wedstrijden, maar alles opgeteld bedroeg zijn speeltijd dat seizoen slechts 1.093 speelminuten. Op het einde van het seizoen werd dan ook duidelijk dat Gano mocht vertrekken bij Genk. De aanvaller werd gelinkt aan een terugkeer naar zijn ex-club Waasland-Beveren, maar werd uiteindelijk voor één seizoen uitgeleend aan Antwerp FC. Na een half seizoen totaal niet meer in beeld te komen bij Genk werd in januari 2021 bekend dat Gano voor een half seizoen uitgeleend werd aan KV Kortrijk.

## Statistieken
| Seizoen         | Club                      | Land                   | Competitie      | Competitie | Competitie | Beker | Beker | Europees | Europees | Totaal | Totaal |
| Seizoen         | Club                      | Land                   | Competitie      | Wed.       | Dlp.       | Wed.  | Dlp.  | Wed.     | Dlp.     | Wed.   | Dlp.   |
| --------------- | ------------------------- | ---------------------- | --------------- | ---------- | ---------- | ----- | ----- | -------- | -------- | ------ | ------ |
| 2012/13         | Club Brugge               | Vlag van België        | Eerste klasse A | 0          | 0          | 0     | 0     | 0        | 0        | 0      | 0      |
| 2013/14         | → Lommel United           | Vlag van België        | Eerste klasse B | 22         | 6          | 2     | 2     | –        | –        | 24     | 8      |
| 2014/15         | → Royal Mouscron-Péruwelz | Vlag van België        | Eerste klasse A | 17         | 5          | 1     | 0     | –        | –        | 18     | 5      |
| 2015/16         | Waasland-Beveren          | Vlag van België        | Eerste klasse A | 34         | 10         | 2     | 0     | –        | –        | 36     | 10     |
| 2016/17         | Waasland-Beveren          | Vlag van België        | Eerste klasse A | 36         | 11         | 1     | 1     | –        | –        | 37     | 12     |
| 2017/18         | Waasland-Beveren          | Vlag van België        | Eerste klasse A | 3          | 4          | 0     | 0     | –        | –        | 3      | 4      |
| 2017/18         | KV Oostende               | Vlag van België        | Eerste klasse A | 31         | 8          | 3     | 3     | 0        | 0        | 34     | 11     |
| 2018/19         | KRC Genk                  | Vlag van België        | Eerste klasse A | 21         | 1          | 3     | 3     | 6        | 2        | 30     | 6      |
| 2019/20         | → Antwerp FC              | Vlag van België        | Eerste klasse A | 11         | 2          | 3     | 0     | 0        | 0        | 14     | 2      |
| 2020/21         | → KV Kortrijk             | Vlag van België        | Eerste klasse A | 11         | 6          | 1     | 0     | 0        | 0        | 12     | 6      |
| 2021/22         | Zulte Waregem             | Vlag van België        | Eerste klasse A | 33         | 13         | 1     | 2     | –        | –        | 34     | 15     |
| 2022/23         | Zulte Waregem             | Vlag van België        | Eerste klasse A | 20         | 12         | 1     | 1     | –        | –        | 21     | 13     |
| 2023/24         | Zulte Waregem             | Vlag van België        | Eerste klasse B | 14         | 8          | 1     | 0     | –        | –        | 15     | 8      |
| 2024/25         | Al Hazm                   | Vlag van Saoedi-Arabië | Eerste divisie  | 12         | 10         | –     | –     | –        | –        | 12     | 10     |
| Carrière totaal | Carrière totaal           | Carrière totaal        | Carrière totaal | 265        | 96         | 19    | 12    | 6        | 2        | 290    | 110    |

## Interlandcarrière
Als jeugdinternational kwam Gano tussen 2011 en 2012 uit voor de U18 en U19 van het Belgisch voetbalelftal.
| Nationale ploeg | wedstrijden | Goals |
| --------------- | ----------- | ----- |
| België U-18     | 2           | 1     |
| België U-19     | 11          | 1     |
| Totaal          | 13          | 2     |

| Interlands van Zinho Gano    | Interlands van Zinho Gano    | Interlands van Zinho Gano            | Interlands van Zinho Gano    | Interlands van Zinho Gano    | Interlands van Zinho Gano    | Interlands van Zinho Gano    |
| No.                          | Datum                        | Wedstrijd                            | Uitslag                      | Soort Wedstrijd              | Doelpunten                   |                              |
| Als speler bij Zulte Waregem | Als speler bij Zulte Waregem | Als speler bij Zulte Waregem         | Als speler bij Zulte Waregem | Als speler bij Zulte Waregem | Als speler bij Zulte Waregem | Als speler bij Zulte Waregem |
| ---------------------------- | ---------------------------- | ------------------------------------ | ---------------------------- | ---------------------------- | ---------------------------- | ---------------------------- |
| 1.                           | 23 maart 2022                | Guinee-Bissau – Equatoriaal-Guinea   | 3 – 0                        | Vriendschappelijk            | -                            |                              |
| 2.                           | 26 maart 2022                | Angola – Guinee-Bissau               | 3 – 2                        | Vriendschappelijk            | 9'                           |                              |
| 3.                           | 9 juni 2022                  | Guinee-Bissau – Sao Tomé en Principe | 5 – 1                        | Kwalificatie Afrika Cup 2023 | 49' 58'                      |                              |
| 4.                           | 27 maart 2023                | Guinee-Bissau – Nigeria              | 0 – 1                        | Kwalificatie Afrika Cup 2023 |                              |                              |
| 5.                           | 14 juni 2023                 | Sao Tomé en Principe – Guinee-Bissau | 0 – 1                        | Kwalificatie Afrika Cup 2023 | 55'                          |                              |
| 6.                           | 6 januari 2024               | Mali – Guinee-Bissau                 | 6 – 2                        | Vriendschappelijk            | -                            |                              |
| Totaal                       | Totaal                       | Totaal                               | Totaal                       | Totaal                       | 4                            |                              |

Bijgewerkt tot 12 januari 2024

## Palmares
| Belgisch kampioen  | 1x | 2018/19 |
| Belgische Supercup | 1x | 2019    |

## Trivia
Zijn vader is afkomstig uit Guinee-Bissau. Zijn ouders gingen al uit elkaar toen hij nog maar drie jaar oud was. Doordat zijn moeder het hier heel moeilijk mee had, speelden zijn grootouders een heel belangrijke rol in zijn opvoeding.
1 Bostyn ·
3 Tanghe ·
4 Lemoine ·
7 Challouk ·
8 Rommens ·
9 Vossen  ·
10 Ablo Traoré ·
11 Gavriel ·
14 Barkarson ·
17 Diop ·
18 Tambedou ·
19 Nyssen ·
20 Hedl ·
21 Nnadi ·
22 Opoku ·
23 Van der Gouw ·
24 Erenbjerg ·
27 Diabaté ·
31 Willen ·
42 Dobbels ·
47 Labie ·
50 Van Damme ·
55 Cappelle ·
59 Demuynck ·
64 Sergeant ·
Coach: Vandenbroeck